# Паске, Эрнст
Эрнст Генрих Антон Паске (нем. Ernst Heinrich Anton Pasqué; 3 сентября 1821, Кёльн — 20 марта 1892, Альсбах-Хенлайн) — германский оперный певец (баритон), постановщик опер, театральный режиссёр, писатель и либреттист.
Обучаться вокалу начал с 17-летнего возраста, впоследствии поступил в Парижскую консерваторию, где учился у Луи Антуана Поншара. На большой сцене дебютировал 4 мая 1844 года в Майнце в «Ночном лагере в Гранаде» К. Крейцера. С 1845 года пел в великогерцогском гофтеатре Дармштадта. С 1846 по 1847 год работал в Лейпциге, затем вернулся в Дармштадт. Летом 1855 года возглавлял Немецкую оперу в Амстердаме, в 1856—1859 годах был постановщиком опер в Веймаре. После болезни и потери голоса в 1859 году вернулся в Дарштадт, где работал инспектором по экономическим вопросам.
Автор ряда трудов по истории театра, в том числе «Истории дармштадтских театров» (нем. Geschichte des Theaters zu Darmstadt, 1850—1854), «Истории франкфуртского театра» (нем. Frankfurter Theatergeschichte, 1859), книги «Гёте во главе веймарского театра» (нем. Goethes Theaterleitung in Weimar, 1863). Опубликовал также несколько книг рассказов из жизни певцов и музыкантов, в том числе «Die Komödiantenhexe» (1866), «Musikantengeschichten» (1888).